# Hình nhân Olmec

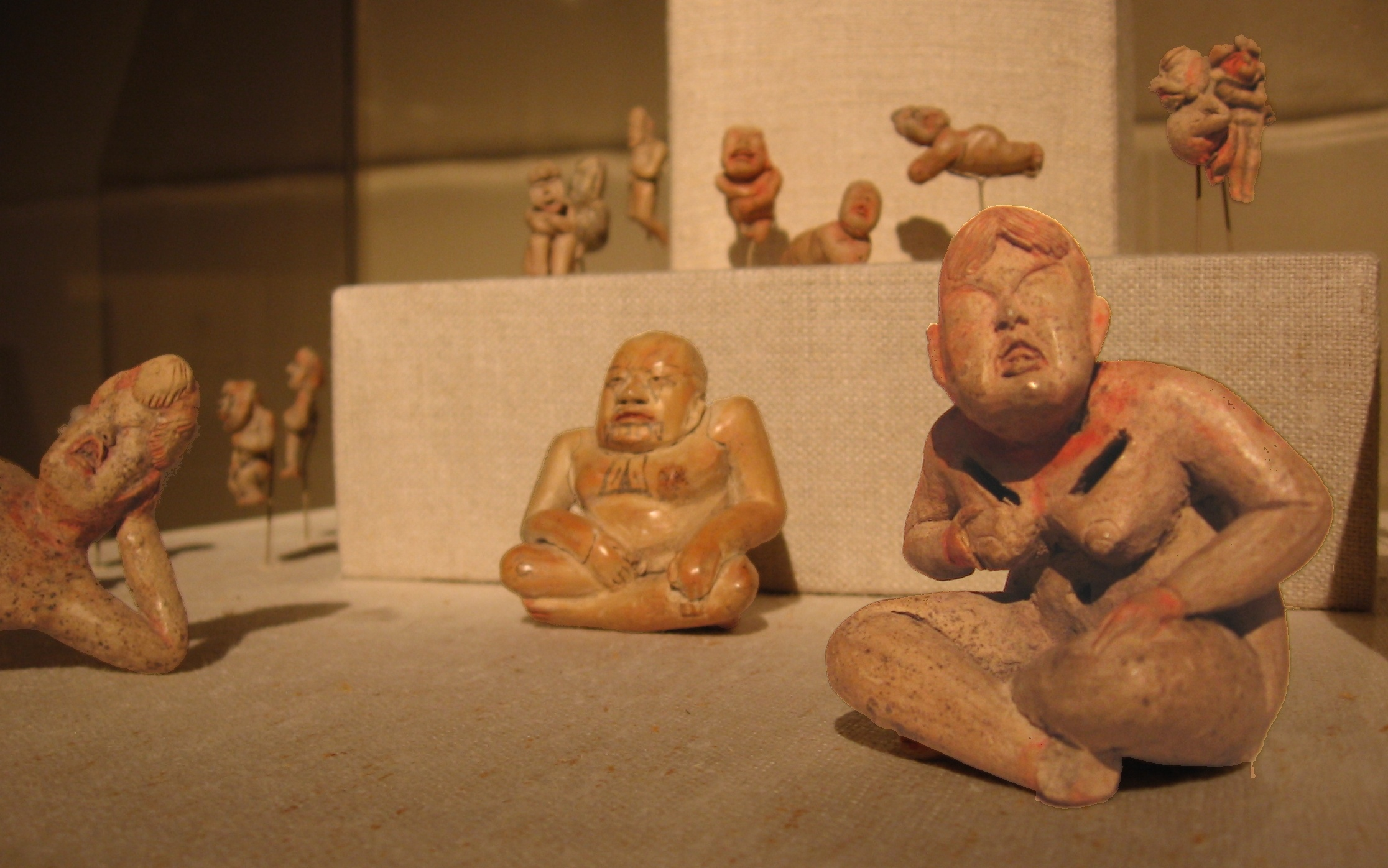
Một bộ những bức tượng gốm hình nhân nhỏ Olmec tự nhiên từ Metropolitan Museum of Art. Hình nhân người gù ở giữa ảnh có chiều cao ít hơn 3 inch (7 cm).

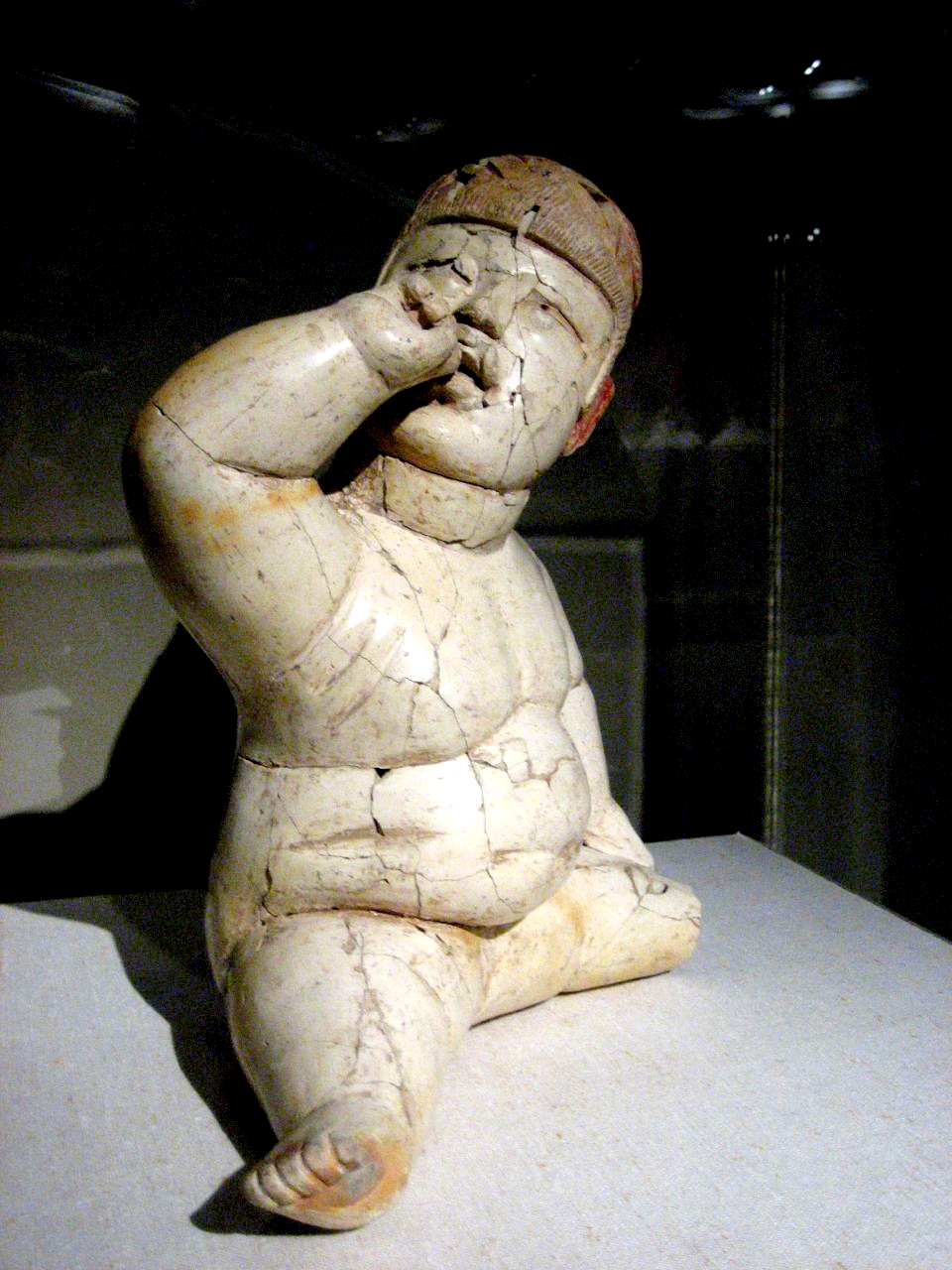
Một hình nhân mặt trẻ con nguyên mẫu của Las Bocas.

Hình nhân Olmec mô tả một số các hình nhân nguyên mẫu được các cư dân thời kỳ hình thành của Trung Bộ châu Mỹ sáng tạo ra. Trong khi rất nhiều những bức tượng hình nhân này có thể hoặc không do người dân của vùng đất trung tâm Olmec làm ra, chúng đều mang điểm nổi bật và họa tiết của văn minh Olmec. Trong khi mức độ kiểm soát Olmec ở những khu vực xa khu trung tâm của họ vẫn chưa được biết tới, các hình nhân làm ra trong Thời gian hình thành Olmec với các họa tiết Olmec đã phổ biến rộng rãi từ 1000-500 TCN, cho thấy một sự nhất quán về phong cách và chủ đề trong tất cả các vùng Trung Bộ châu Mỹ.
Những bức tượng này thường được tìm thấy trong các hộ gia đình, trong khu xây dựng cổ đại, và (bên ngoài khu trung tâm Olmec) trong những ngôi mộ, mặc dù nhiều bức tượng hình nhân mang phong cách Olmec, đặc biệt là những hình nhân được gắn nhãn như Las Bocas hoặc Xochipala, đã bị ăn cắp và do đó không có xuất xứ.
Phần lớn các bức tượng này được thiết kế đơn giản, thường khỏa thân hoặc với quần áo tối thiểu, và được làm bằng đất nung địa phương. Hầu hết các khai quật đều chỉ thu được những mảnh vỡ không đầy đủ: một đầu, cánh tay, thân, hoặc một chân.  Dựa trên tượng bán thân bằng gỗ thu hồi từ các khu khảo cổ ngập úng El Manati, người ta cho rằng các hình nhân này cũng được khắc từ gỗ, nhưng chưa có hình nhân gỗ nào được tìm thấy.
Các hình nhân bền hơn và tốt hơn được công chúng biết đến nói chung là những bức tượng nhỏ chạm khắc, thường là với kỹ năng nhất định, từ ngọc bích, serpentin, greenstone, bazan, và các loại đá khác.

## Sách tham khảo
Bailey, Douglass (2005). Prehistoric Figurines: Representation and Corporeality in the Neolithic. Routledge Publishers. ISBN 0-415-33152-8.
Blomster, Jeffrey (1998). "Context, Cult, and Early Formative Period Public Ritual in the Mixteca Alta, Analysis of a Hollow-baby Figurine from Etlatongo, Oaxaca". Ancient Mesoamerica. Quyển 9 số 2. tr. 309–326. doi:10.1017/S0956536100002017. Truy cập ngày 14 tháng 12 năm 2012. (cần đăng ký mua)
Blomster, Jeffrey (2002). "What and Where is Olmec Style? Regional perspectives on Hollow Figurines in Early Formative Mesoamerica". Ancient Mesoamerica. Quyển 13. tr. 171–195. doi:10.1017/S0956536102132196. Truy cập ngày 14 tháng 12 năm 2012. (cần đăng ký mua)
Bradley, Douglas E; Joralemon, Peter David (1993). "The Lords of Life: The Iconogaphy of Power and Fertility in Preclassic Mesoamerica". Snite Museum of Art, University of Notre Dame. {{Chú thích tạp chí}}: Chú thích magazine cần |magazine= (trợ giúp)
Bradley, Douglas E.; và đồng nghiệp (2005). Celebrating Twenty-five Years in the Snite Museum of Art: 1980-2005. Snite Museum of Art, University of Notre Dame. ISBN 978-0-9753984-1-8.
Castro-Leal, Marcia (1996). "The Olmec Collections of the National Museum of Anthropology, Mexico City". Trong Benson, EP; de la Fuente, B. (biên tập). Olmec Art of Ancient Mexico. Washington D.C: National Gallery of Art. tr. 139–143. ISBN 0-89468-250-4.
Coe, Michael D (1989). "The Olmec Heartland: Evolution of Ideology". Trong Sharer, Robert J.; Grove, David (biên tập). Regional Perspectives on the Olmec. Cambridge University Press. ISBN 978-0-521-36332-7.
Covarrubias, Miguel (1957). Indian Art of Mexico and Central America. New York: Alfred A. Knopf. OCLC 171974.
Kubler, George (1990) [first pub. 1962]. The Art and Architecture of Ancient America (ấn bản thứ 3). Yale University Press. ISBN 0-300-05325-8. Truy cập ngày 14 tháng 12 năm 2012.
Miller, Mary; Taube, Karl (1993). The Gods and Symbols of Ancient Mexico and the Maya: An Illustrated Dictionary of Mesoamerican Religion. London: Thames & Hudson. ISBN 0-500-05068-6. OCLC 27667317.
Pohorilenko, Anatole (1996). "Portable Carvings in the Olmec Style". Trong Benson, EP; de la Fuente, B. (biên tập). Olmec Art of Ancient Mexico. Washington D.C.: National Gallery of Art. ISBN 0-89468-250-4.
Pool, Christopher A (2007). Olmec Archaeology and Early Mesoamerica. Cambridge World Archaeology. Cambridge and New York: Cambridge University Press. ISBN 978-0-521-78882-3. OCLC 68965709.
Scott, Sue (2000). "Figurines, Terracotta". Trong Evans, Susan (biên tập). Archaeology of Ancient Mexico and Central America. Taylor & Francis. tr. 266. ISBN 9780815308874. Truy cập ngày 14 tháng 12 năm 2012.
Solis, Felipe (1994). "La Costa del Golfo: el arte del centro de Veracruz y del mundo huasteco". Trong García, María Luisa Sabau (biên tập). México en el mundo de las colecciones de arte: Mesoamerica (bằng tiếng Tây Ban Nha). Quyển 1. México, D.F.: Secretaría de Relaciones Exteriores, Instituto de Investigaciones Estéticas-UNAM, and Consejo Nacional para la Cultura y las Artes. tr. 183–241. ISBN 968-6963-36-7. OCLC 33194574.
Tate, Carolyn; Bendersky, Gordon (1999). "Olmec Sculptures of the Human Fetus". Perspectives in Biology and Medicine. số Spring. tr. 1–20. PMID 12966945. Truy cập ngày 14 tháng 12 năm 2012.
Xu, Mike H. (1998). "La Venta Offering No.4: A Revelation of Olmec Writing?". Pre-Columbiana. Quyển 1 số 1–2. tr. 131–143.